# Tributarna država
Tributarna država je izraz kojim se opisuje država kojoj je druga, u pravilu snažnija država, obavezala ne miješati se u unutarnje stvari, ali isključivo pod uvjetom da joj se redovno isplaćuje danak (latinski: tributum) koji je mogao biti u novcu, robama, ali ponekad i čisto simbolične prirode.
Koncept tributarne države je veliku važnost imao u Istočnoj Aziji, gdje se kineski car smatrao gospodarom cijelog civiliziranog svijeta te je kupovina robe koju su donosili trgovci iz stranih zemalja bila tumačena kao plaćanje danka, odnosno priznanje njegove ovlasti, a prodaja kineske robe na strana tržišta tumačena kao prodaja. Time se, između ostalog, zaobilazila konfucijanska zabrana bavljenja trgovinom. 
Danas je koncept tributarne države napušten u međunarodnim odnosima, ali se zadržao na simboličkoj razini gdje četiri države današnje Malezije (Terengganu, Kelantan, Kedah i Pattani) svake godine šalju bunga mas, simbolički dar kralju Tajlanda, svom nekadašnjem sizerenu.
Uz pojmove tributarna država su danas vezani pojmovi satelitska država ili marionetska država.